# Удаць-Лучієнь
Удаць-Лучієнь, Удаці-Лучієні (рум. Udați-Lucieni) — село у повіті Бузеу в Румунії. Входить до складу комуни Смеєнь.
Село розташоване на відстані 91 км на північний схід від Бухареста, 22 км на південний схід від Бузеу, 97 км на південний захід від Галаца, 130 км на південний схід від Брашова.

## Населення
За даними перепису населення 2002 року у селі проживали 434 особи, усі — румуни. Усі жителі села рідною мовою назвали румунську.